# Петрополіський договір
Петрополіський договір (ісп., порт. Tratado de Petrópolis) — міжнародний договір, підписаний 11 листопада 1903 року в місті Петрополіс, яким закінчився конфлікт між Болівією та Бразильською республікою за болівійську територію Акре (зараз бразильський штат Акрі), цінну на той час через великий попит на гуму.
Договір був складений бразильським міністром бароном Ріо-Бранко, за його умовами Бразилія отримувала територію Акрі (191 тис. км²) в обмін на 3000 км² бразильської території між річками Абуна та Мадейра, виплату суми у 2 млн фунтів стерлінгів, будівницьво залізниці від бразильського міста Порту-Велью до болівійського Ріберальта в обхід порогів Мадейри (залізниця Мадейра-Маморе) та дозвіл болівійцям будувати митниці в прикордонних бразильських містах і користуватися бразильськими річками для виходу в Атлантичний океан.